# Strimryggig myrfågel
Strimryggig myrfågel (Myrmorchilus strigilatus) är en fågel i familjen myrfåglar inom ordningen tättingar.

## Utseende och läte
Strimryggig myrfågel är en långstjärtad myrfågel med brun- och svartstreckad ovansida. Det vita ögonbrynsstrecket kontrasterar tydligt med ett svart ögonstreck. Hanen har svart på strupe och bröstets övre del, medan honan har vit strupe och lätt streckat bröst. Sången inleds med en till två visslingar, följt av en serie med snabba fallande toner.

## Utbredning och systematik
Strimryggig myrfågel placeras som enda art i släktet Myrmorchilus. Den delas in i två underarter:
- Myrmorchilus strigilatus strigilatus – förekommer i nordöstra Brasilien (östra Piauí, Ceará och Pernambuco till norra Minas Gerais)
- Myrmorchilus strigilatus suspicax – förekommer från sydöstra Bolivia till västra Brasilien (västra Mato Grosso), västra Paraguay, norra Argentina

## Levnadssätt
Strimryggig myrfågel hittas i torra skogar och buskmarker. Där födosöker den mestadels på marken, ibland i undervegetationen.

## Status och hot
Arten har ett stort utbredningsområde, men tros minska i antal, dock inte tillräckligt kraftigt för att den ska betraktas som hotad. Internationella naturvårdsunionen IUCN listar arten som livskraftig (LC).